# Joachim Deckarm
Joachim Deckarm, nemški rokometaš, * 19. januar 1954, Saarbrücken.
Leta 1976 je na poletnih olimpijskih igrah v Montrealu v sestavi nemške rokometne reprezentance osvojil četrto mesto.